# Pozzuolo Martesana
Pozzuolo Martesana là một đô thị ở tỉnh Milano, vùng Lombardia của Italia, khoảng 25 km về phía đông Milano. Tại thời điểm ngày 31 tháng 12 năm 2004, đô thị này có dân số 7.550 người và diện tích là 12,4 km².
Đô thịPozzuolo Martesana gồm cácfrazioni (đơn vị cấp dưới, chủ yếu là thôn làng) Trecella and Bisentrate.
Pozzuolo Martesana giáp các đô thị: Inzago, Cassano d'Adda, Gorgonzola, Bellinzago Lombardo, Melzo, Truccazzano.